# Latarnia morska Kadalur Point
Latarnia morska Kadalur Point – znajduje się w miejscowości Kadalur, koło Koyilandy, w dystrykcie Kozhikode na indyjskim wybrzeżu Morza Arabskiego. Wieża latarni morskiej ma wysokość 34 metry i jest pomalowana w czarno-białe pasy. Zbudowano ją w 1908 roku, a rozpoczęła pracę rok później. Źródłem światła jest lampa metalohalogenkowa.

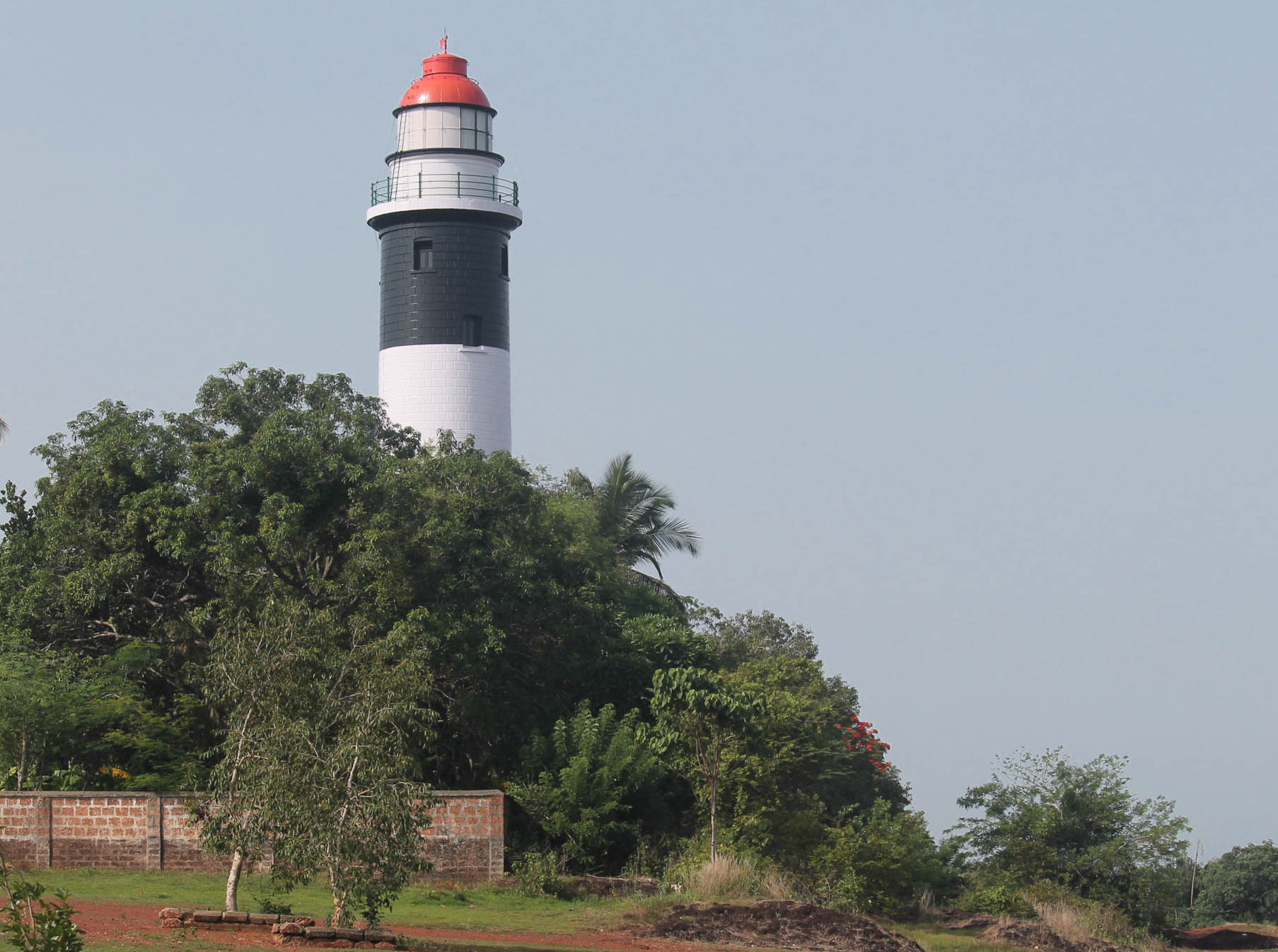
Latarnia morska Kadalur Point